# GastroSocial
GastroSocial vereint gesamtschweizerisch die Ausgleichskasse und Pensionskasse des Hotel- und Gastgewerbes und bietet Sozialversicherungen an. Sie ist die grösste Verbandsausgleichskasse und Verbandsvorsorgeeinrichtung in der Schweiz mit Sitz in Aarau.
Sozialversicherungen, AHV, IV, EO, ALV, Familienausgleichskasse, Pensionskasse, Krankentaggeld- und Unfallversicherung können über GastroSocial abgerechnet werden. Das Angebot beinhaltet jedoch auch Versicherungen für Firmen ausserhalb dieser Branche. Im Bereich der Krankentaggeld- und Unfallversicherung arbeitet GastroSocial eng mit der SWICA zusammen.

## Geschichte
Die schweizerische Alters- und Hinterlassenenversicherung AHV wurde 1948 eingeführt sowie die Ausgleichskasse «AHV Wirte» durch den Schweizer Wirteverband zur Abrechnung der ersten Säule gegründet. 1974 errichtete der Schweizer Wirteverband mit der «BAV Wirte» eine Pensionskasse zur Durchführung der zweiten Säule. 1985 wurde mit dem Bundesgesetz über die berufliche Vorsorge (BVG) in der Schweiz die Pensionskasse obligatorisch. Seit 1996 nannte sich der Schweizer Wirteverband neu «GastroSuisse». Die Ausgleichskasse erhielt den Namen «AHV GastroSuisse», die Pensionskasse «BAV GastroSuisse». 2005 wurden dann Ausgleichskasse und die Pensionskasse organisatorisch zusammengeführt und in «GastroSocial» umbenannt. Zur Vereinfachung der internen Abläufe folgte 2016 die räumliche Zusammenführung mit dem neuen Geschäftssitz in Aarau.

## Rechtsgrundlagen
Die gesetzlichen Grundlagen der Ausgleichskasse sind das Bundesgesetz über Alters- und Hinterlassenenversicherung (AHVG), das Bundesgesetz über die Invalidenversicherung (IVG), das Bundesgesetz über den Erwerbersatz für Dienstleistende und bei Mutterschaft (EOG) und das Bundesgesetz über die Familienzulagen.
Die gesetzlichen Grundlagen der Pensionskasse bilden das Bundesgesetz über die berufliche Alters-, Hinterlassenen- und Invalidenvorsorge (BVG), das Bundesgesetz über die Freizügigkeit in der beruflichen Alters-, Hinterlassenen- und Invalidenvorsorge (Freizügigkeitsgesetz, FZG) sowie die dazugehörigen Verordnungen. Zu den Rechtsgrundlagen zählen zudem die Reglemente der GastroSocial Pensionskasse.

## Organisation
Oberstes Organ der Kasse ist das Präsidium, bestehend aus dem Kassenvorstand der Ausgleichskasse und dem Stiftungsrat der Pensionskasse. Der Stiftungsrat setzt sich paritätisch aus je sechs Arbeitnehmer- und Arbeitgebervertretern zusammen und wird jeweils auf drei Jahre gewählt. Die weiteren Organe umfassen einen externen Pensionskassen-Experten, eine Revisionsgesellschaft als externe Kontrollstelle, einen Berater in Rechtsfragen sowie das Bundesamt für Sozialversicherungen als Aufsichtsbehörde. Die operative Führung obliegt der Geschäftsleitung.